# Orangeville (Illinois)
Orangeville é uma vila localizada no estado americano de Illinois, no Condado de Stephenson.

## Demografia
Segundo o censo americano de 2000, a sua população era de 751 habitantes.
Em 2006, foi estimada uma população de 769, um aumento de 18 (2.4%).

## Geografia
De acordo com o United States Census Bureau tem uma área de
1,7 km², dos quais 1,7 km² cobertos por terra e 0,0 km² cobertos por água. Orangeville localiza-se a aproximadamente 241 m acima do nível do mar.

## Localidades na vizinhança
O diagrama seguinte representa as localidades num raio de 16 km ao redor de Orangeville.